# Heinz-Eberhard Albrecht
Heinz-Eberhard Reinhold Wolfgang Albrecht (* 17. November 1935 in Stettin; † 21. Dezember 2022 in Rostock) war ein deutscher Ingenieur.

## Leben
Heinz-Eberhard Albrecht wurde als Sohn des Elektromonteurs Wilhelm Albrecht und dessen Frau, der Schneiderin Gertrud Albrecht, geboren. Er wurde ab 1952 auf einer Abendoberschule in Rostock vorgebildet und trat zugleich eine Lehre zum Elektromonteur an. Nachdem er sein Abitur 1955 bestanden hatte, studierte er Elektrotechnik an der Technischen Universität Dresden. Das Studium schloss er 1962 ab und erhielt den Grad eines Diplom-Ingenieurs. Noch im selben Jahr wurde er an der Universität Assistent am Institut für Allgemeine Elektrotechnik. Dies blieb er bis 1964 und wurde dann Oberassistent am Institut für allgemeine Elektrotechnik an der technischen Fakultät der Universität Rostock. Dies blieb er bis zu seiner Promotion zum Doktor der Ingenieurwissenschaften im Jahr 1970. Nachdem er 1972/1973 bei Schiffselektronik Rostock gearbeitet hatte, wurde er Dozent für Theoretische Elektrotechnik an der Universität. Seit dem folgenden Jahr fungierte er auch als stellvertretender Sektionsleiter, bis 1980.
Nachdem Albrecht 1983 habilitiert worden war, berief ihn die Universität Rostock 1985 zum außerordentlichen Professor, zugleich wurde er auch erneut stellvertretender Sektionsleiter, diesmal bis 1990. Zwei Jahre danach verließ er freiwillig die Universität, fungierte noch in den nächsten drei Jahren im Bereich Forschung/Entwicklung beim Techno Trans e.V. und trat 1995 in den Ruhestand.

## Werke
- Laser-Doppler-Strömungsmessung (Akademie-Verlag Berlin 1986)
- Laser Doppler and Phase Doppler Measurement Techniques (Springer-Verlag Berlin/Heidelberg/New York 2003; Mitarbeit mit drei anderen)